# Falk-Constantin Wagner

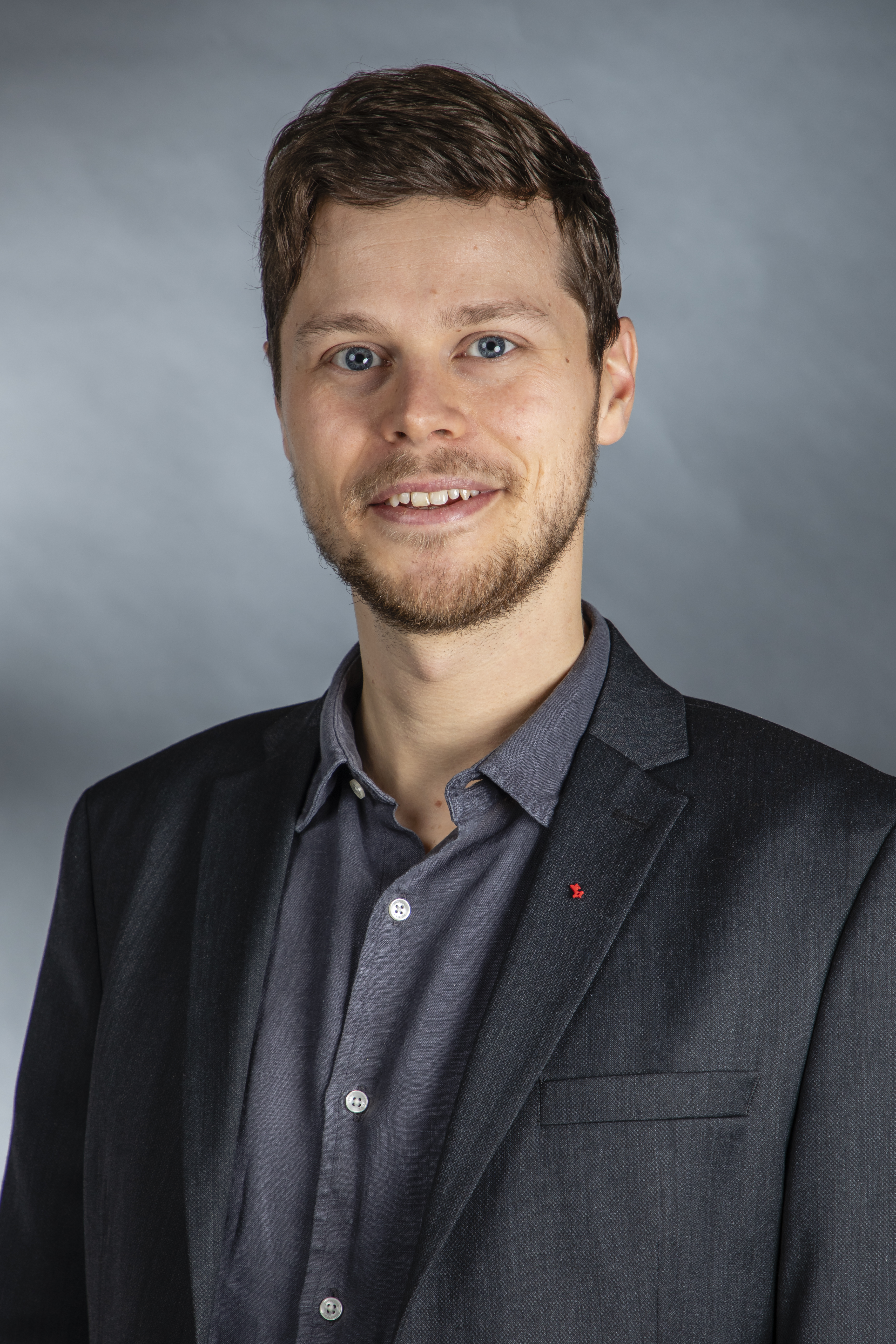
Falk Wagner (2019)

Falk-Constantin Wagner (* 16. Juni 1989 in Hamburg) ist ein deutscher Politiker (SPD). Er ist seit 2019 Mitglied der Bremischen Bürgerschaft. Seit 2024 ist er zudem Landesvorsitzender der SPD Bremen.

## Biografie

### Ausbildung und Beruf
Wagner wuchs im Landkreis Harburg und in Hamburg-Harburg auf. Während seiner Schulzeit war er aktives Mitglied in der Schülervertretung. Nach dem Abitur von 2008 studierte er bis 2014 Sozialwissenschaften an der Universität Bremen verbunden mit einem Auslandsstudium in Salamanca. Er schloss das Studium mit dem Master in Sozialpolitik ab mit einer Masterarbeit Steuerung der Arbeitsverwaltung nach SGB II. Während des Studiums war er Mitglied und zeitweise Präsident des Studienrates der Universität Bremen. Von 2009 bis 2013 führte er studentische Hilfstätigkeiten und ein Praktikum beim Deutschen Gewerkschaftsbund (DGB) in Bremen aus.
Von 2014 bis 2017 war in der bremischen Verwaltung tätig, u. a. als Projektmanager für Immobilien Bremen und bei der Finanzpolitik für die Integration von Flüchtlingen. Von 2018 bis zu seiner Wahl in die Bürgerschaft 2019 war er Referent im Haushalts- und Finanzbereich beim bremischen Finanzsenator.

### Politik
Wagner wurde 2004 Mitglied der SPD. Er war aktiv für die Jusos tätig und deren UB-Vorsitzender (2010/12) und Landesvorsitzender in Bremen (2012/15). Von 2016 bis 2018 war er Vorsitzendes des SPD-Ortsvereins Walle. Seit 2018 ist er Vorsitzendes des Unterbezirkes Bremen der SPD.
Im Mai 2019 wurde er in die Bremische Bürgerschaft gewählt. 2023 wurde er erneut in die Bürgerschaft gewählt. Er ist Mitglied im Ausschuss für Angelegenheiten der Häfen und des städtischer Hafenausschusses sowie Sprecher der Deputationen für Mobilität, Bau und Stadtentwicklung und Mitglied der  Deputation für Wirtschaft, Arbeit und Häfen. Er ist zudem Sprecher für Bau, Wohnen und Stadtentwicklung der SPD-Fraktion.
Am 9. November 2024 wurde Wagner zum Landesvorsitzenden der SPD Bremen gewählt. Er folgte Reinhold Wetjen nach, der nicht erneut kandidiert hatte.

### Weitere Mitgliedschaften
- Sozialistische Jugend Deutschlands – Die Falken, Bremen
- Förderverein Willy-Brandt-Zentrum Jerusalem
- Vereinigung der Verfolgten des Naziregimes Bremen (VVN)